# Adanır
Adanır ist ein türkischer männlicher und weiblicher Vorname mit der Bedeutung „berühmt, großartig“, der auch als Familienname auftritt.

## Namensträger

### Familienname
- Fikret Adanır (* 1941), türkischer Historiker
- Mete Adanır (1961–1989), zyperntürkischer Fußballspieler
- Recep Adanır (1929–2017), türkischer Fußballspieler und -trainer